# Знаки почтовой оплаты СССР (1962)
Зна́ки почто́вой опла́ты СССР (1962) — перечень (каталог) знаков почтовой оплаты (почтовых марок), введённых в обращение дирекцией по изданию и экспедированию знаков почтовой оплаты Министерства связи СССР в 1962 году.

## Список коммеморативных (памятных) марок
Порядок следования элементов в таблице соответствует номеру по каталогу марок СССР (ЦФА), в скобках приведены номера по каталогу «Михель».
| № по каталогу                         | Изображение | Описание и источники                                                             | Номинал   | Дата выпуска         | Тираж     | Художник        |
| ------------------------------------- | ----------- | -------------------------------------------------------------------------------- | --------- | -------------------- | --------- | --------------- |
| (ЦФА [АО «Марка»] № 2697) (Mi #2611)  |             | Серия «Первенства мира по летним видам спорта»: - Велогонки.                     | 0,02 руб. | 27 июня 1962 года    | 3 500 000 | Л. Завьялов     |
| (ЦФА [АО «Марка»] № 2698) (Mi #2612)  |             | Серия «Первенства мира по летним видам спорта»: - Волейбол (Москва).             | 0,04 руб. | 27 июня 1962 года    | 3 500 000 | Л. Завьялов     |
| (ЦФА [АО «Марка»] № 2699) (Mi #2613)  |             | Серия «Первенства мира по летним видам спорта»: - Академическая гребля (Люцерн). | 0,10 руб. | 27 июня 1962 года    | 3 500 000 | Л. Завьялов     |
| (ЦФА [АО «Марка»] № 2700) (Mi #2614)  |             | Серия «Первенства мира по летним видам спорта»: - Футбол (Чили).                 | 0,12 руб. | 27 июня 1962 года    | 3 500 000 | Л. Завьялов     |
| (ЦФА [АО «Марка»] № 2701) (Mi #2615)  |             | Серия «Первенства мира по летним видам спорта»: - Пятиборье (Мехико).            | 0,16 руб. | 27 июня 1962 года    | 3 500 000 | Л. Завьялов     |
| (ЦФА [АО «Марка»] № 2802) (Mi #2686B) |             | «С Новым, 1963 годом!».                                                          | 0,04 руб. | 20 декабря 1962 года | 500 000   | Абрам Шмидштейн |
| (ЦФА [АО «Марка»] № 2803) (Mi #2686A) |             | «С Новым, 1963 годом!».                                                          | 0,04 руб. | 22 декабря 1962 года | 2 500 000 | Абрам Шмидштейн |

## Комментарии
1. ↑  Ниже приведён перечень памятных художественных марок (с возможностью сортировки по номиналу, тиражу и дате введения в обращение).
2. ↑  Серия «Первенства мира по летним видам спорта»: велогонки, чёрная, коричневая, красная. Глубокая печать, перфорирована: рамочная зубцовка 11½ (на каждые 2 сантиметра края марки приходится 11½ зубцов). В марочных листах по 50 (5×10) марок[2][6][7][8].
3. ↑  Серия «Первенства мира по летним видам спорта»: волейбол, чёрная, кирпично-коричневая, бледно-жёлтая. Глубокая печать, перфорирована: рамочная зубцовка 11½ (на каждые 2 сантиметра края марки приходится 11½ зубцов). В марочных листах по 50 (10×5) марок[2][6][7][8].
4. ↑  Серия «Первенства мира по летним видам спорта»: академическая гребля, чёрная, ультрамариновая, лимонно-жёлтая. Глубокая печать, перфорирована: рамочная зубцовка 11½ (на каждые 2 сантиметра края марки приходится 11½ зубцов). В марочных листах по 50 (10×5) марок[2][6][7][8].
5. ↑  Серия «Первенства мира по летним видам спорта»: футбол (Чили), серо-коричневая, голубая, жёлтая. Глубокая печать, перфорирована: рамочная зубцовка 11½ (на каждые 2 сантиметра края марки приходится 11½ зубцов). В марочных листах по 50 (5×10) марок[2][6][7][8].
6. ↑  Серия «Первенства мира по летним видам спорта»: современное пятиборье, кирпично-красная, чёрно-фиолетовая, светло-зелёная. Глубокая печать, перфорирована: рамочная зубцовка 11½ (на каждые 2 сантиметра края марки приходится 11½ зубцов). В марочных листах по 50 (10×5) марок[2][6][7][8].
7. ↑  Новогодняя марка «С Новым 1963 годом!»: на многоцветной марке изображены новогодняя ёлка и голубь мира на фоне Земного шара. Штриховой офсет, без зубцов. В связи с отсутствием каких-либо меток на полях марки  (ЦФА [АО «Марка»] № 2802) не представляется возможным идентифицировать марочные листы, поэтому их нумерация приводится в порядке обнаружения. В марочных листах по 40 (4×10) марок[2][10][11].
8. ↑  Новогодняя марка «С Новым 1963 годом!»: на многоцветной марке изображены новогодняя ёлка и голубь мира на фоне Земного шара. Штриховой офсет, перфорирована: комбинированная гребенчатая зубцовка 12½:12 (на каждые 2 сантиметра края марки приходится 12½:12 зубцов). В марочных листах по 40 (4×10) марок[2][10][11].